# Shinee World
SHINee World (promowany jako SHINee THE 1ST CONCERT "SHINee WORLD") – pierwsza solowa trasa koncertowa południowokoreańskiego zespołu SHINee. Trasa zaczęła się 26 grudnia 2010 roku koncertem w Tokio i obejmowała 10 koncertów w 7 miastach. Tournée zakończyło się 25 listopada 2011 roku w Osace.
26 grudnia 2010 roku ukazał się photobook SHINee The First Concert 'SHINee World' Photobook. Japoński album koncertowy zawierający nagrania z koncertów w Tokio ukazał się 11 stycznia 2012 roku, a koreański album zawierający nagrania z koncertów w Seulu ukazał się 1 lutego 2012 roku.

## Lista koncertów
| Data                                                    | Obiekt                                  | Miasto   | Kraj             |
| ------------------------------------------------------- | --------------------------------------- | -------- | ---------------- |
| 26 grudnia 2010 * 1. koncert: 13:00 * 2. koncert: 18:00 | Yoyogi National Gymnasium               | Tokio    | Japonia          |
| 1 stycznia 2011                                         | Olympic Gymnastics Arena                | Seul     | Korea Południowa |
| 2 stycznia 2011                                         | Olympic Gymnastics Arena                | Seul     | Korea Południowa |
| 16 lipca 2011                                           | Taipei Arena                            | Tajpej   | Tajwan           |
| 20 sierpnia 2011                                        | Nanjing Olympic Sports Center Gymnasium | Nankin   | Chiny            |
| 10 września 2011                                        | Singapore Indoor Stadium                | Singapur | Singapur         |
| 27 października 2011                                    | Nippon Gaishi Hall                      | Nagoja   | Japonia          |
| 24 listopada 2011                                       | Osaka-jō Hall                           | Osaka    | Japonia          |
| 25 listopada 2011                                       | Osaka-jō Hall                           | Osaka    | Japonia          |